# Anthaxia bezdeki
Anthaxia bezdeki es una especie de escarabajo del género Anthaxia, familia Buprestidae. Fue descrita científicamente por Oboril en 2006.